# Hayehutong
Hayehutong (kinesiska: 哈业胡同, 哈业胡同乡) är en socken i Kina. Den ligger i den autonoma regionen Inre Mongoliet, i den norra delen av landet, omkring 180 kilometer väster om regionhuvudstaden Hohhot.
Genomsnittlig årsnederbörd är 484 millimeter. Den regnigaste månaden är juli, med i genomsnitt 133 mm nederbörd, och den torraste är januari, med 2 mm nederbörd.